# Georges Méliès
Marie-Georges-Jean Méliès (Pariz, 8. prosinca 1861. – Pariz, 21. siječnja 1938.) bio je francuski filmski redatelj i producent, koji je postao poznat po unaprijeđivanju mnogih tehničkih i narativnih elemenata filmske umjetnosti, u ranoj fazi filma. Rođen je u Parizu, kao potomak porodice proizvođača cipela. Bio je vrlo inovativan u razvijanju specijalnih efekata. Slučajno je otkrio efekt zaustavljenog kadra 1896., a bio je i jedan od prvih filmskih umjetnika koji je koristio tehniku duple ekspozicije 'Time-laps', kao i ručno bojanje svakog 'frame-a' (sličice) filmskog kadra. 
Zbog njegove sposobnosti da odlično transformira realnost, ponekad su ga zvali mađioničarom kinematografije. 

## Životopis
Bio je zainteresiran za kazalište te je nastupao kao iluzionist. Godine 1888. kupio kazalište Robert-Houdin, koje je njegovalo iluzionizam i magiju. Prva prikazivanja filmova braće Lumière oduševila su ga pa je 1896. godine snimio oko 80 kratkih, činjeničnih filmova, koji su pristupom i motivima bili slični onima Lumièreovih. Nezainteresiran za film kao instrument bilježenja pojavne realnosti i shvaćajući ga kao posebnu vrstu kazališta, već je iste godine počeo izmišljati posebne efekte (trikove) kako bi predočio filmom očigledno preobraženu stvarnost. Tako je u filmu Nestanak jedne dame iz kazališta (francuski: Escamotage d’une dame chez Robert-Houdin) izveo trik nestanka osobe iz kadra, zatim je eksperimentirao s dvostrukom ekspozicijom, a naopako postavljenim dekorom i preokretanjem vrpce stvarao je dojam da ljudi hodaju po stropu, uporabom fotografske maske ljudima u kadru „odsijecao” je glave, ruke ili noge, a da bi postigao iluziju snimanja ispod morske površine, postavljao je kameru iza akvarija, u prizor unosio crtane elemente i dr. Potkraj 1890-ih počeo je režirati i kraće igrane filmove, među kojima je najveći domet petnaestominutni Put na Mjesec (francuski: Voyage dans la Lune, 1902.), slobodna adaptacija djela Julesa Vernea i Herberta Georgea Wellsa, kojom je začeo žanr znanstvenofantastičnoga filma. Većina povjesničara njegovim najuspjelijim filmom ipak drži Osvajanje Sjevernoga pola (francuski: À la conquête du pôle, 1912.). Tada je počelo slabjeti zanimanje za njegove filmove, pa je 1913. godine bankrotirao i, 1920-ih, prije no što je bio zaštićen humanitarnom akcijom, živio u siromaštvu te radio kao prodavač igračaka. S više od 500 ostvarenja znatno je utjecao na razvoj filma. Iako je njegovo shvaćanje umjetnosti bilo na razini naive, a film je shvaćao kao kazalište predstavljeno fotografijom i trikom, šarm njegovih filmova privlačio je mnoge buduće filmaše, pokazujući mogućnosti filmskog izražavanja koje su suprotne postavkama Lumièreovih (tzv. mélièsovski smjer nasuprot lumièreovskomu). Među njegovim ostalim značajnijim filmovima ubrajaju se: Ivana Orleanska (francuski: Jeanne d’Arc, 1900.), Modrobradi (francuski: Barbe-Bleu, 1901.), Nemoguće putovanje (francuski: Le Voyage impossible, 1904.). Umro je u Parizu 21. siječnja 1938. godine.

## Filmovi
Snimio je i režirao na stotine filmova, od kojih je do danas sačuvano manje od 140. Zna se da je više od 400 njegovih filmova za vrijeme Prvog svjetskog rata bilo pretopljeno kako bi se dobio materijal od koga su se pravile potpetice za čizme francuskih vojnika. Pred kraj života odlikovan je Ordenom legije časti. 
Slijedi nepotpuni popis Mélièsovih filmova:
- (The Bewitched Inn / L'Auberge ensorcelée, 1896.)
- (Batteuse à vapeur, 1896.)
- (Le Bivouac, 1896.)
- (Les Blanchisseuses, 1896.)
- (Bois de Boulogne,  1896.)
- (Escamotage d'une dame chez Robert-Houdin, 1896.)
- (Le Manoir du diable, 1896.)
- (Un homme de têtes, 1898.)
- (Illusioniste fin de siècle, 1899.)
- Pepeljuga (Cendrillon, 1899.)
- Afera Dreyfus (L'affaire Dreyfus, 1899.)
- Ivana Orleanska (Jeanne d'Arc, 1899.)
- (Nouvelles luttes extravagantes, 1900.)
- (L'homme-orchestre, 1900.)
- (Les Deux aveugles, 1900.)
- (Barbe-bleu, 1901.)
- Put na Mjesec (Le Voyage dans la Lune, 1902.)
- Čovjek gumene glave (L'homme à la tête de caoutchouc, 1902.)
- (Le Voyage de Gulliver à Lilliput et chez les géants, 1902.)
- (Illusions funambulesques, 1903.)
- (Le Puits fantastique, 1903.)
- Duh (Le Revenant, 1903.)
- (Le mélomane, 1903.)
- (Le chaudron infernal, 1903.)
- (Le cake-walk infernal, 1903.)
- (L'Auberge du Bon Repos, 1903.)
- (La flamme merveilleuse, 1903.)
- (Le royaume des fées, 1903.)
- Čudovište (Le monstre, 1903.)
- Čarobna lampa (La lanterne magicue, 1903.)
- (La rêve du maître de ballet, 1903.)
- (La damnation de Faust, 1903.)
- (Les cartes vivantes, 1904.)
- (Le thaumaturge chinois, 1904.)
- (Le bourreau Turc, 1904.)
- (Le roi du maquillage, 1904.)
- (Le Voyage à travers l'impossible, 1904.)
- (Le tripot clandestin, 1905.)
- (Les affiches en goguette, 1905.)
- Dvorac iz 1001 noći (Le palais des mille et une nuits, 1905.)
- (Le raid Paris-Monte Carlo en deux heures, 1905.)
- (Les 400 farces du diable, 1906.)
- (L'alchimiste Parafaragamus ou La cornue infernale, 1906.)
- Dvadeset hiljada milja pod morem (20,000 Lieues Sous les Mers, 1907.)
- (L'éclipse du soleil en pleine lune, 1907.)
- (Le rêve d'un fumeur d'opium, 1907.)
- (Le locataire diabolique, 1909.)
- (Hydrothérapie fantastique, 1910.)
- (Les hallucinations du Baron de Münchausen, 1911.)
- (The Ranchman's Debt of Honor, 1911, u SAD)
- Osvajanje Sjevernog pola (La conquète du pole, 1912.)
- (Le Chevalier des neiges, 1912.)
- (Cendrillon ou La pantoufle mystérieuse, 1912.)
- (The Ghost of Sulpher Mountain, 1912 u SAD)
- (The Prisoner's Story, 1912 u SAD)
- (Le Voyage de la famille Bourrichon, 1913.)

## Vanjske poveznice
- Georges Méliès  Arhivirana inačica izvorne stranice od 18. veljače 2021. (Wayback Machine), Filmska enciklopedija
- Georges Méliès, Proleksis enciklopedija
- Works by or about Georges Méliès at Internet Archive
- Official Georges Méliès website
- Museo Méliès and Cinema Collection, new art pieces every week, private collection in Spanish
- Georges Méliès at Find a Grave
- Georges Méliès at Who's Who of Victorian Cinema
- Georges Méliès on IMDb
- Index des Films avec Georges Méliès
- Cinémathèque Méliès (Les Amis de Georges Méliès)
- Georges Méliès daily in-depth reviews of individual Méliès films
- Méliès: Inspirations & Illusions  Arhivirana inačica izvorne stranice od 9. listopada 2020. (Wayback Machine)
- Georges Méliès at Library of Congress Authorities, with 21 catalogue records